# Jewgienij Majorow
Jewgienij Aleksandrowicz Majorow, ros. Евгений Александрович Майоров (ur. 11 lutego 1938 w Moskwie, zm. 19 grudnia 1997 tamże) – radziecki i rosyjski hokeista, reprezentant ZSRR, mistrz olimpijski z 1964. Trener i telewizyjny komentator hokejowy.
Jego brat bliźniak Boris także został hokeistą, obaj występował razem w klubie i reprezentacji.

## Kariera
- Spartak Moskwa (1956-1967)
- Vehmaisten Urheilijat Tampere (1968–1969) (grający trener)

Był wieloletnim zawodnikiem Spartaka i reprezentantem ZSRR. Uczestniczył w turniejach mistrzostw świata w 1961 i 1963 oraz w  zimowych igrzysk olimpijskich 1964.
Zarówno w klubie Spartak, jak i w reprezentacji ZSRR wraz z braćmi Majorow tercet napastników tworzył środkowy napastnik Wiaczesław Starszynow.
W 1963 ukończył Moskiewski Instytut Lotniczo-Technologiczny.
Od końca lat 60. pracował jako radiowy i telewizyjny komentator sportowy.

## Kariera trenerska
Jeszcze w trakcie kariery zawodniczej został trenerem Spartaka Moskwa. Później pracował także w Finlandii.
- Spartak Moskwa (1967-1968)
- Vehmaisten Urheilijat Tampere (1968–1969)

## Sukcesy i osiągnięcia
Reprezentacyjne zawodnicze
- Brązowy medal mistrzostw świata: 1961
- Złoty medal mistrzostw świata: 1963
- Złoty medal zimowych igrzysk olimpijskich: 1964

Klubowe zawodnicze
- Złoty medal mistrzostw ZSRR: 1962, 1967 ze Spartakiem Moskwa
- Srebrny medal mistrzostw ZSRR: 1965, 1966 ze Spartakiem Moskwa
- Brązowy medal mistrzostw ZSRR: 1963, 1964
- Finalista Pucharu ZSRR: 1967

Wyróżnienia
- Zasłużony Mistrz Sportu ZSRR
- Zasłużony Mistrz Sportu ZSRR w hokeju na lodzie: 1963

## Odznaczenia
- Order „Znak Honoru”: 1981
- Medal Orderu „Za zasługi dla Ojczyzny” II klasy: 1996
- Medal „Za pracowniczą wybitność” 1865